# Microstegium glabratum
Microstegium glabratum är en gräsart som först beskrevs av Adolphe-Théodore Brongniart, och fick sitt nu gällande namn av Aimée Antoinette Camus. Microstegium glabratum ingår i släktet Microstegium och familjen gräs. Inga underarter finns listade i Catalogue of Life.